# Överloppsbyggnad
Den här sidan handlar om den moderna definitionen av byggnader som inte behövs för gårdens drift, för äldre begreppet, se byggnadsskyldighet.
En överloppsbyggnad är en ekonomibyggnad på en jordbruksfastighet som inte längre behövs för gårdens drift. Ordet används bland annat inom EU:s stödsystem för jordbruket via Landsbygdsprogrammet.
Den som äger en överloppsbyggnad kunde i Sverige få bidrag av Länsstyrelsen för att restaurera den, fram till 2015. En förutsättning var att man ”gör en insats för miljön som är bra för natur-, kultur- eller rekreationsvärden” i sitt län. Efter renovering och slutbesiktning åtog man sig därefter att sköta byggnaden i minst fem år.
De projekt som lantbrukare åtog sig har också givit värdefull kunskap i hur olika typer av överloppsbyggnader är konstruerade. Som del i stödsystemet har det därför kommit ut ett antal böcker, häften, webbsidor med mera till vägledning för andra som i framtiden vill starta liknande projekt.